# Katja Nyberg (handbollsspelare)
Katja Johanna Alice Nyberg, född 24 augusti 1979 i Danderyd, Stockholm, Sverige, är en finsk-norsk före detta handbollsspelare (vänsternia). Hon blev norsk medborgare 2001.

## Klubbkarriär
Nyberg spelade för finska klubben Sparta tills hon var 18 år. Eftersom handbollen i Finland inte var tillräckligt konkurrenskraftig bestämde hon sig för att satsa på en professionell karriär utomlands. Hon flyttade först till Sverige där hon spelade för Stockholmspolisens IF under en säsong (1997–1998). Hon skrev sedan på ett kontrakt med den norska klubben Larvik HK och spelade där i sju år (1998–2005).
Under sina sju säsonger i Larvik nådde Nyberg stora framgångar. Hon utsågs till Årets spelare i norska ligan 2001 och även 2005. Hon vann  Cupvinnarcupen 2005 och nådde semifinalerna i Champions League 2002 och 2004. När hon lämnade Larvik hade hon gjort 765 mål på 115 matcher. för klubben.
2005 skrev Nyberg kontrakt med den slovenska mästarlag Krim Ljubljana. Hennes säsong i Ljubljana avslutades dock i förtid i oktober 2010 när hon drabbades av en allvarlig axelskada. Skadan krävde operation och höll henne borta från handbollsplanen i nio månader. Nyberg valde till slut att spela för danska Ikast, där  hennes dåvarande flickvän Gro Hammerseng redan spelade. Hon bodde i Danmark och spelade för Herning Ikast som senare fick heta FC Midtjylland Håndbold i fyra år (2006–2010). Den 17 februari 2010 skrev hon kontrakt med sin tidigare klubb Larvik HK och spelade där 2010-2012 då hon avslutade sin karriär. 2011 var hon med och vann Champions League med Larvik.

## Landslagskarriär
Katja Nyberg spelade några landskamper för Finland innan hon blev proffs i Norge. Hon blev norsk medborgare den 16 januari 2001 och debuterade i landslaget  23 mars 2001 mot Frankrike. Hon fick inte spela för Norge i officiella turneringar förrän 2002 eftersom hon hade tävlat i junior-VM 1999 för Finland. Hennes första mästerskap som norsk spelare var EM 2002 där Norge tog silver. Hon fick sedan en guldmedalj vid EM 2004 och ytterligare en 2006.
Nyberg missade VM 2003 och sedan även VM 2005 på grund av den axelskada hon ådrog sig i Ljubljana, Hon var med i Norges lag 2007 när Norge tog silver vid VM i Frankrike 2007 . Hon blev också framröstad till turneringens mest värdefulla spelare (MVP). Hennes största internationella merit med landslaget blev guldmedaljen på sommar OS 2008 i Peking. OS finalen blev hennes sista landskamp. Nyberg spelade totalt 99 matcher i norska landslaget och gjorde 321 mål för Norge mellan 2001 och 2008.

## Privatliv
Katja Nyberg är dotter till Robert Nyberg, den första finska handbollsspelaren som spelade professionellt utomlands. Hon föddes i Stockholm medan fadern bodde i Sverige. Familjen flyttade fyra år senare till Finland, där hon växte upp. Katja Nyberg prövade olika idrotter från  tidig ålder, främst spjutkastning och andra friidrottsgrenar. Hon började sin handbollskarriär i Helsingforsklubben Sparta IF med sin pappa som tränare. 2005–2010 hade Katja Nyberg en relation med norska landslagskollegan Gro Hammerseng.